# Sara Borkop
Sara Borkop (* 4. Juni 2006) ist eine dänische Tennisspielerin.

## Karriere
Borkop spielt bisher überwiegend Turniere auf der ITF Women’s World Tennis Tour, wo sie bislang einen Turniersieg im Doppel feiern konnte.
2022 gewann sie das J5 in Nairobi.

### College Tennis
Ab Herbst 2025 wird Borkop für das Damentennisteam der Gamecocks der University of South Carolina spielen.

## Turniersiege

### Doppel
| Nr. | Datum            | Turnier      | Kategorie | Belag     | Partnerin     | Finalgegnerinnen          | Ergebnis         |
| --- | ---------------- | ------------ | --------- | --------- | ------------- | ------------------------- | ---------------- |
| 1.  | 7. Dezember 2024 | Stellenbosch | ITF W15   | Hartplatz | Dune Vaissaud | Luisa Hrda Yasmine Wagner | 4:6, 6:1, [10:6] |